# Xã Wawatam, Michigan
Xã Wawatam (tiếng Anh: Wawatam Township) là một xã thuộc quận Emmet, tiểu bang Michigan, Hoa Kỳ. Năm 2010, dân số của xã này là 661 người.